# Michal Balner
Michal Balner (né le 12 septembre 1982 à Opava) est un athlète tchèque spécialiste du saut à la perche.

## Carrière
En début de saison 2010, Balner améliore son record personnel en salle en franchissant 5,76 m lors du meeting de Prague. Il remporte ensuite son premier titre national et obtient sa qualification pour les Championnats du monde en salle de Doha.
Le 24 juin 2015, il porte le record national à 5,82 m à Bakou, record battu par Jan Kudlička (5,83 m) le 22 juin 2016.
Le 17 mars 2016, Balner termine 9e lors des championnats du monde en salle de Portland avec une marque de 5,55 m.

## Palmarès
| Date | Compétition                    | Lieu           | Résultat | Marque |
| ---- | ------------------------------ | -------------- | -------- | ------ |
| 2010 | Championnats du monde en salle | Doha           | 6e       | 5,45 m |
| 2015 | Championnats du monde          | Pékin          | 7e       | 5,65 m |
| 2016 | Championnats du monde en salle | Portland       | 9e       | 5,55 m |
| 2016 | Jeux olympiques                | Rio de Janeiro | 7e       | 5,50 m |

## Records
| Épreuve          | Épreuve      | Performance | Lieu   | Date            |
| ---------------- | ------------ | ----------- | ------ | --------------- |
| Saut à la perche | En plein air | 5,82 m      | Bakou  | 24 juin 2015    |
| Saut à la perche | En salle     | 5,76 m      | Prague | 28 février 2010 |